# 勝野慎子
勝野 慎子（かつの しんこ、1976年3月31日 - ）は、日本のシンガーソングライターである。長野県北安曇郡松川村出身。血液型はA型。

## 来歴
1999年、タワーレコードのbounce recordsでのインディーズデビュー後、翌年2000年4月にシングル「カクシゴト」でメジャーデビュー。その後3枚のシングル、1枚のアルバムをリリース後、現在は活動拠点をインディーズに戻し「モアベターズ」名義のユニットで2003年以降はライブを中心に活動中。その他、イラストレーターとしても活動中。

## 作品

### シングル
- dilemma (1999.11.15)  インディーズ版 　:C/W　わたしのすべて、why so beautiful?
- カクシゴト (2000.4.21)   NHK BS-1 「デジタルスタジアム」エンディング　:C/W　She's Rain、ピロウトーク
- リラ (2000.8.23)   　:C/W　物憂げ、新宇宙時代
- いやな予感 (2000.12.16)   　:C/W　大人になること
- 17才（南沙織のカバー、原曲は「17才」を参照されたい） (2001.5.23)   大塚製薬 「FIBE-MINI」TVCF　:C/W　ジレンマ-2001 VERSION-

### アルバム
- 蜂の巣城(2001.1.24)
- ふたりはグッジョブ(2005.2.20) モアベターズ名義

### 参加作品
- 山下毅雄の全貌6 ルパン・ザ・フォース(2001.2.21) コーラスにて参加

### 楽曲提供
- 小野真弓

「届きますように」 作詞・作曲：勝野慎子／編曲：羽仁知治

## ラジオ
- MIDNITE Kiss Part 2 「ハミガキ前のKiss」　(2000.4〜2000.7)  KISS-FM KOBE 毎週水曜日26:00〜27:00

## 雑誌連載
- 「勝野慎子のluusalon」　(2000.5〜2000.10)  毎日コミュニケーションズ 、インターネットST@RTにて連載。
- 「ノロイダケ」　(2000.5〜2000.9)  リクルート 、ザッピィにて連載。
- 「カツシンのカンリシツ」　(2001.3〜不明)  毎日コミュニケーションズ 、インターネットST@RTにて連載。

## リンク
- Luusalon
- モアベターズのページ